# Dimitri Kitsikis
Dimítris Kitsíkis (en grec moderne : Δημήτρης Κιτσίκης), connu à l’étranger sous le nom de Dimitri Kitsikis, né le 2 juin 1935 à Athènes et mort le 28 août 2021 à Ottawa, est un historien, turcologue, sinologue et géopolitologue grec.
Professeur de relations internationales à l'université d’Ottawa (Canada), depuis 1970. Il est membre de la Société royale du Canada depuis 1999. Il est également poète de langues française et grecque. 

## Biographie
Dimitri Kitsikis a obtenu son doctorat en Sorbonne (université de Paris) en 1962. Sa thèse intitulée Propagande et pressions en politique internationale, préparée sous la direction de Pierre Renouvin, fut publiée en 1963, par les Presses Universitaires de France. Il est le descendant d’une grande famille grecque orthodoxe d’intellectuels et de personnalités politiques présents dans la vie publique de la Grèce, depuis le XIXe siècle. Son père Nicolas Kitsikis, né à Nauplie, professeur et recteur de l’École Polytechnique d’Athènes, était le plus célèbre ingénieur civil de Grèce, sénateur et député. Son oncle, Constantin Kitsikis (1893-1969), architecte, frère cadet de Nicolas, fut également professeur à l'École Polytechnique d'Athènes. Son grand-père, Dimitri Kitsikis (1850-1898), s’était établi à Athènes en 1865, venant de Lesbos, son île natale. Dans la capitale grecque, il se maria à Cassandre (Κασάνδρα), la sœur du député Dimitri Hatsopoulos (Δημήτριος Χατσόπουλος), 1844-1913, de Karpenísi. Dimitri Kitsikis est vraiment un Panhellène, ayant des ancêtres provenant de toutes les régions de la Grèce. Sa mère, la fameuse féministe et combattante de l’ELAS contre l’occupation allemande, Béata Kitsikis, née Pétychakis, à Héraklion (Crète), descendait d’une riche famille crétoise et de nobles italo-grecs, orthodoxes et catholiques, de Trieste. Son père, Emmanuel Pétychakis, monta une usine de boissons minérales au Caire, en Égypte et son parâtre, Aristide Stergiadis (Ἀριστείδης Στεργιάδης, 1861-1949) était Haut-commissaire de Grèce à Smyrne de 1919 à 1922. La deuxième femme de Kitsikis, Ada (Ἀδαμαντία) Nikolarou, est fille d’un agriculteur de la cité historique et byzantine de Mystra, près de Sparte, dont il a deux enfants, Agis et Kranay. Lui-même est un admirateur de l'Empire byzantin. Panhellène, certes, mais également Hellène cosmopolite : il est citoyen de France et du Canada, en plus d’être citoyen grec.
Pendant la Guerre civile grecque, lorsqu'il avait douze ans, il est envoyé comme interne à l'École des Roches, en Normandie, puis au Lycée Lakanal, près de Paris, par le directeur de l'Institut français d'Athènes, Octave Merlier, parce que sa mère avait été condamnée à mort, en tant que combattante communiste, par un tribunal militaire. Il demeure 23 ans en France, en compagnie de sa femme anglaise Anne Hubbard, avec laquelle il s'était marié en 1955, en Écosse, et qui lui donna deux enfants, Tatiana et Nicolas. Il est expulsé de l'Université française, à cause de sa participation active, en tant que maoïste, à l'insurrection étudiante de mai 1968. En effet, depuis 1958, Dimitri Kitsikis voyageait en Chine populaire, où il était devenu un maoïste convaincu. Sur l’invitation de l'Université d’Ottawa, il s’installa dans la capitale canadienne, en tant que professeur agrégé, puis professeur (full professor) et, en 1996, il fut promu professeur émérite. Depuis 1965, il vit et travaille aussi bien à Paris, qu’à Ottawa et à Athènes. Adolescent déjà, il avait une idée fixe. Il voulait réconcilier, non seulement Grecs et Turcs, mais les unir dans une confédération gréco-turque, et faire revivre sous une forme moderne l’Empire ottoman. Chrétien orthodoxe convaincu, il étudia la religion turque du bektachisme- alévisme, et il essaya de jeter un pont entre les deux religions, afin de créer une base sur laquelle l’union entre Athènes et Ankara serait effectuée. Kitsikis croit en la possibilité d’une collaboration des différentes religions, comme cela s’était produit dans le système des millets de l'Empire ottoman, et c’est la raison pour laquelle il collabora étroitement avec les chiites d’Iran, les juifs d’Israël, et les vaishnaves hindouistes de l’Inde. Son fils aîné Nicolas est un vaishnave depuis 1984, et est installé avec sa femme hindoue, dans la communauté vaishnave de Gainesville, en Floride. Bien qu’il soit membre de l'Église orthodoxe de Grèce, il reste solidaire du mouvement des Anciens Calendaristes, dont les adhérents rejettent l’utilisation du calendrier grégorien (nouveau), et ont une attitude traditionnelle à l’égard de la pratique chrétienne. Tout comme l’orthodoxie avait surmonté l’hérésie de l’iconoclasme, au cours du IXe siècle, en rétablissant la vénération des icônes, il est convaincu que l’ancien calendrier sera adopté à nouveau par celles des églises orthodoxes qui l’avaient rejeté.
Depuis les années 1970, il enseigne dans les universités d’Occident, l’histoire de la Chine et de la Turquie, ainsi que les idéologies politiques, et la géopolitique. Ses livres ont été traduits dans un grand nombre de langues et des articles le concernant ont été publiés en chinois, en turc, dans les langues balkaniques, en allemand, en français, en anglais, en espagnol, en portugais et en russe. Il a également enseigné dans les universités Boğaziçi à Istanbul, Bilkent à Ankara, et Gediz à Smyrne, où il est devenu un des amis et conseillers les plus intimes du président de la République turque, Turgut Özal. En Grèce, il a travaillé comme chargé de recherche au Centre National de la Recherche Sociale (EKKE), et il a enseigné au Deree College, l’université américaine d’Athènes.
En tant que personnalité publique en Grèce, il fut l'ami et le conseiller intime du président Constantin Karamanlis, pendant les années 1960 et 1970. Il contribue régulièrement avec des articles aux revues grecques et, depuis 1996, publie à Athènes la revue trimestrielle grecque Ἐνδιάμεση Περιοχή, qui signifie région intermédiaire et qui se rapporte au modèle de civilisation que lui-même a conçu. «Endiamési Périochi, Ἐνδιάμεση Περιοχή» or “Intermediate Region”.
La «Bibliothèque et Archives Nicolas Kitsikis» de son père se trouve installée dans la résidence familiale d’Aristide Stergiadès (1861-1949), à Hérakleion (Crète). La statue de Nicolas Kitsikis se dresse à l’entrée du port d’Hérakleion, qu’il avait construit en 1920, en tant qu’ingénieur civil. De même l’État grec a honoré Dimitri Kitsikis en 2006, en créant et en finançant la «Fondation de Droit public et la Bibliothèque Dimitri Kitsikis».

## Philosophie, pensée, poésie et réalisations

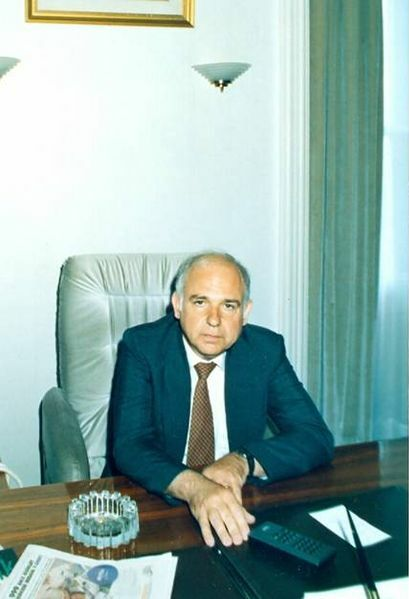
Dimitri Kitsikis à son bureau, au palais présidentiel de Çankaya Köşkü, Ankara, 1990

Depuis les années 1960, Kitsikis est le théoricien reconnu, d’abord en Grèce, puis en Turquie, de l’idée de confédération gréco-turque qu’il a poursuivie, en influençant des dirigeants, des hommes politiques, des journalistes, des artistes et des intellectuels dans les deux pays. Ses livres en turc connurent un grand succès en Turquie et le premier ministre de Turquie, Mesut Yilmaz, en fit l’éloge. Il garda un contact étroit avec Constantin Karamanlis, et Turgut Özal, ainsi qu’avec les dirigeants chinois Mao Zedong et Deng Xiaoping. Ses livres provoquèrent un des plus grands débats de l’historiographie grecque. Ils furent discutés au parlement grec. Dans ses livres est remis en question l’esclavage des Grecs sous le joug ottoman, ainsi qu’une série de faits enseignés dans les écoles et les universités grecques, comme « l’école secrète »; il remit en cause l'idée que les éléments orientaux de la culture grecque soient d'origine turque, démontrant au contraire qu'il s'agissait d'éléments existant avant l'arrivée des Turcs en Anatolie. Bien que son père, Nicolas Kitsikis, fût un homme politique de gauche, sénateur, député et maire élu d’Athènes, Dimitri Kitsikis a une aversion pour le système parlementaire qu’il considère comme étant tout à fait étranger au modèle grec d’un gouvernement par le peuple ou laocratie, λαοκρατία.
En France, d’après Pierre Renouvin et Jean-Baptiste Duroselle, il fut le fondateur en Histoire des Relations Internationales, de cette branche de la propagande et des pressions qui en firent une arme de politique étrangère. Il a ouvert la voie à l’étude de la technocratie en relations internationales. Kitsikis considère que, depuis toujours, la religion a joué un rôle capital en politique étrangère et pour cette raison il a essayé, au travers de conférences et d’autres moyens, de promouvoir la collaboration entre les quatre grandes religions du judaïsme du christianisme, de l’islam et de l’hindouisme. Il a organisé le dialogue de l’orthodoxie avec les chiites d’Iran, les hindouistes de l’Inde, et il a collaboré avec les juifs d’Israël et les fondamentalistes catholiques du Québec, tout en s'opposant fermement à toute manifestation d'antisémitisme. Avec l’aide de ses anciens étudiants, il publia, en français, une revue trimestrielle intitulée Aquila (aigle), avec l'aigle bicéphale en couverture, ayant pour objectif de promouvoir dans les cercles catholiques du Québec l’idée impériale byzantine. Enfin, il a étroitement collaboré avec le mouvement sunnite musulman de Fethullah Gülen. Partout et toujours, l’hellénisme planétaire est présent dans son œuvre et son enseignement.
Il a créé un modèle pour l’étude systématique des trois idéologies politiques du libéralisme, du fascisme et du communisme, et il a écrit abondamment sur l’histoire de la Chine. Il a créé la branche de la photohistoire.
Il est un poète reconnu, grâce à ses six ouvrages de poésie qui ont été publiés par les éditions Pierre Jean Oswald, Naaman, Kedros, Hestia et Akritas. En 1991, il reçut le premier prix de poésie Abdi Ipekçi, du nom du directeur du grand journal turc Milliyet, qui fut assassiné par des terroristes. Certains de ses ouvrages de poésie, dont Omphalos (1977), L’Orocc dans l’âge de Kali (1985) et le Paradis perdu sur les barricades (1989-1993), furent inclus dans une anthologie de 32 poètes canadiens, et son œuvre poétique fut aussi incluse dans le Dictionnaire des citations littéraires de l’Ontario français, depuis 1960. Sa poésie fut également utilisée dans les livres du peintre Georgette Kambani.
Kitsikis considère la langue grecque comme la pierre angulaire de la civilisation planétaire, et pour cette raison il estime que c’est un honneur d’écrire en grec. Il croit que le traitement de la langue doit être ôté des mains des philologues grecs qui sont en train de la détruire. Il défend l’écriture polytonique et l’orthographe traditionnelle, ainsi que la liberté d’écrire le grec en utilisant n’importe quelle forme, ancienne ou nouvelle. Seules des formes jamais utilisées dans la littérature, d’Homère à nos jours, peuvent être considérées comme incorrectes selon lui.
Il est l'inspirateur de quatre concepts qui ont révolutionné l’histoire de l’espace gréco-turc :
a) la «Région Intermédiaire» de civilisation (Ἐνδιάμεση Περιοχή), s’étendant de l’Adriatique à l’Indus, entre l’Occident euro-américain et l’Orient indo-chinois. Une thèse de doctorat, publiée en allemand, prit pour sujet ce nouveau concept et la Société royale du Canada, reconnaissant l’originalité de cette théorie, a élu Kitsikis, au fauteuil de membre régulier de l’Académie canadienne, en 1999.
b) Le parti oriental en Grèce, dans le contexte du couple antagoniste parti oriental - parti occidental (Ἀνατολικὴ Παράταξις-Δυτικὴ Παράταξις).
c) Hellénoturquisme (Ἑλληνοτουρκισμός), en tant qu’idéologie et en tant que fait de civilisation des derniers mille ans.
d) Origine bektachie-alévie de la dynastie ottomane, dont l’islamisation a été imposée par les Européens, en même temps que la sécularisation et l’occidentalisation.
En 2007, parut son livre, intitulé Histoire comparée de la Grèce et de la Chine de l'antiquité à nos jours. Il s'agit du seul ouvrage jamais publié, qui étudie les rapports entre les deux civilisations et non seulement dans l'antiquité, mais pendant trois millénaires, jusqu'à aujourd'hui. Cette étude développe deux concepts majeurs : le caractère planétaire de la civilisation gréco-chinoise et son expression politique, pendant 2500 années, à savoir l'empire œcuménique, en tant que modèle idéal d'organisation.

## Fondation publique Dimitri Kitsikis
La « Fondation publique Dimitri Kitsikis », à Athènes, a été formellement établie par décret présidentiel no. 129, A 190 (p. 3425, 3430-3431). Le décret présidentiel, publié le 15 septembre, 2008, dans le Journal officiel de la République hellénique (ΦΕΚ), se trouve au lien ci-dessous : 

 Journal officiel de la République hellénique (ΦΕΚ) A 190